# سام كروس
سام كروس (بالإنجليزية: Sam Cross)‏ هو لاعب  سباعيات رغبي ‏ بريطاني، ولد في 26 أغسطس 1992 في أبرغافني ‏ في المملكة المتحدة.

## وصلات خارجية
- سام كروس عل موقع إسبنسكروم (الإنجليزية)
- سام كروس على موقع ItsRugby.co.uk (الإنجليزية)
- سام كروس على موقع اللجنة الأولمبية الدولية (الإنجليزية)
- سام كروس على موقع أوليمبيديا (الإنجليزية)
- سام كروس على موقع اللجنة الأولمبية البريطانية (الإنجليزية)